# Силаги, Валентин
Валенти́н Сила́ги (рум. Valentin Silaghi; 19 апреля 1957, Бобылна) — румынский боксёр второй средней весовой категории, выступал за сборную Румынии в конце 1970-х — начале 1980-х годов. Бронзовый призёр летних Олимпийских игр в Москве, обладатель серебряной и бронзовой медалей чемпионата Европы, победитель многих международных турниров и национальных первенств (1978, 1980, 1981). Мастер спорта Румынии, кавалер ордена «За спортивные заслуги» 3 степени (1981). Ныне — тренер по боксу.

## Биография
Валентин Силаги родился 19 апреля 1957 года в коммуне Бобылна, жудец Клуж. Начал заниматься боксом в клубе «Вииторул» (Клуж), его тренером был Иоан Ботезан. Продолжил тренировки в бухарестском «Динамо» (тренеры — Константин Думитреску и Ион Думитру).
Первого серьёзного успеха на ринге добился в 1979 году, когда во втором среднем весе выиграл серебряную медаль на чемпионате Европы в Кёльне. В апреле 1980 года выиграл турнир Golden Belt в Бухаресте. Благодаря череде удачных выступлений удостоился права защищать честь страны на летних Олимпийских играх 1980 года в Москве — в четвертьфинале со счётом 3:2 победил британца Марка Кейлора, в будущем известного боксёра-профессионала, но на стадии полуфиналов единогласным решением судей уступил кубинцу Хосе Гомесу, который в итоге и стал олимпийским чемпионом.
Получив бронзовую олимпийскую медаль, Силаги ещё в течение некоторого времени продолжил выходить на ринг в составе национальной сборной, принимая участие в крупнейших международных турнирах. Так, в 1981 году побывал на чемпионате Европы в Тампере, откуда привёз медаль бронзового достоинства. На чемпионате мира 1982 года в Мюнхене проиграл в 1/16 финала будущему чемпиону кубинцу Бернардо Комасу. Вскоре после этих соревнований принял решение завершить карьеру спортсмена и покинул сборную. После окончания спортивной карьеры эмигрировал в Германию, где занялся тренерской деятельностью. Работал с промоутерской компанией Universum Box-Promotion. Долгие годы был личным тренером югославского немецкого чемпиона Европы Луана Красничи.